# Georges Brassens
Georges Brassens, francoski šansonjer in pesnik, * 22. oktober 1921, Sète, † 30. oktober 1981, Saint-Gély-du-Fesc.
Brassens je ikona francoskega šansona in je svojo slavo dosegel s preprostimi, elegantnimi pesmimi in raznolikimi besedili. Zato je obravnavan tudi kot eden najboljših povojnih francoskih pesnikov. Prejel je tudi državno pesniško nagrado. Uglasbil je tudi mnogo pesmi znanih in manj znanih francoskih avtorjev (Louis Aragon (Il n'y a pas d'amour heureux), Victor Hugo, Jean Richepin, itd.). Svojo kariero je začel leta 1950, redko pa je nastopal izven Francije in je zato v globalnem smislu manj prepoznaven. Njegove pesmi izražajo dobrodušnost in optimizem, vendar so težavne za prevajanje.

## Najpopularnejše pesmi
- Les copains d'abord
- Chanson pour l'Auvergnat
- La cane de Jeanne
- La mauvaise réputation
- Les amoureux des bancs publics
- Le gorille
- La fessée